# فرناند كولين
فرناند كولين هو مصرفي بلجيكي، ولد في 18 ديسمبر 1897 في أنتويرب في بلجيكا، وتوفي في 11 ديسمبر 1990.